# てんたかく
てんたかくは、2006年（平成18年）に品種登録されたイネ（稲）の品種。「ひとめぼれ」を花粉親、「ハナエチゼン」を種子親とする交配によって育成された。品種名は、稲穂の実る食欲の秋の澄み渡る空をイメージして命名された。JA全農とやまは、受験シーズンに「高い点が取れるように」という願いを込めた「合格祈願米てんたかく」を発売している。2017年（平成29年）産米は富山県の産地品種銘柄（必須銘柄）となっている。

## 品種特性
高温登熟耐性に強い「ハナエチゼン」と耐寒性が強く良食味の「ひとめぼれ」の長所を掛け合わせる目的で育成された。高温下や日照不足でも安定した高品質・良食味米の収穫が見込める。
粒には透明感があり、炊飯米は粒がしっかりしているため食べ応えがある。